# 용현중학교
용현중학교(龍現中學校)는 대한민국 인천광역시 미추홀구 용현동에 있는 공립 중학교이다.

## 학교 연혁
- 1984년 12월 31일 : 용현중학교 설립 인가
- 1986년 3월 1일 : 제1대 이형숙 교장 취임
- 1986년 3월 5일 : 용현중학교 개교(1학년 497명 입학)
- 1986년 10월 8일 : 개교기념일 제정
- 1997년 5월 31일 : 레슬링 체육관 준공
- 2001년 12월 10일 : 급식소 준공(133.5평, 700석)
- 2003년 10월 14일 : 디지털도서관(@-글마당) 개관
- 2005년 6월 28일 : 영어전용 교실구축
- 2009년 10월 6일 : 본관 리모델링 공사완료
- 2009년 12월 9일 : 도서관 리모델링 완료
- 2009년 12월 22일 : 급식소 및 강당 준공
- 2013년 1월 31일 : 선진형 교과교실 완공
- 2023년 12월 28일 : 제36회 졸업식 졸업생 251명(총 12,673명)
- 2024년 3월 4일 : 신입생 입학 (256명)
- 2024년 9월 1일 : 제14대 나춘자 교장 취임

## 참고 자료
- 용현중학교 - 한국교육학술정보원 학교알리미